# GV (вещество)
Джи-ви (2-диметиламиноэтил-(диметиламидо)фторфосфoнат) — боевое отравляющее вещество нервно-паралитического действия, сочетающее свойства агентов G и V серий.

## Физические свойства
Бесцветная высококипящая жидкость.

## Летальная доза (ЛД50, в мг/кг)
- Крысы — 0,011 (внутривенно)
- Мыши — 0,0276 (внутривенно)[1]

## Родственные соединения
Это относительно новая группа веществ-аналогов GV включает также другие близкие соединения:
- GV1 — 2-диэтиламиноэтил-(диметиламидо)фторфосфонат
- GV2 — 2-диметиламиноэтил-(диэтиламидо)фторфосфонат
- GV3 — 2-диэтиламиноэтил-(диэтиламидо)фторфосфонат
- GV4 — 2-диметиламинопропил-(диметиламидо)фторфосфонат
- GV5 — 2-диметиламинопропил-(диэтиламидо)фторфосфонат